# Dreństwo
Dreństwo (Dręstwo) – wieś w Polsce położona w województwie podlaskim, w powiecie augustowskim, w gminie Bargłów Kościelny.
| SIMC    | Nazwa           | Rodzaj    |
| ------- | --------------- | --------- |
| 0754302 | Kolonie Dręstwo | część wsi |

Wieś królewska starostwa rajgrodzkiego w ziemi bielskiej województwa podlaskiego w 1795 roku.
W latach 1954–1961 wieś należała i była siedzibą władz gromady Dreństwo, po jej zniesieniu w gromadzie Pruska. W latach 1975–1998 miejscowość administracyjnie należała do województwa suwalskiego.
Do 2007 roku miejscowość nosiła nazwę Dręstwo.